# Phoradendron longifolium
Phoradendron longifolium är en sandelträdsväxtart som beskrevs av August Wilhelm Eichler och Trelease. Phoradendron longifolium ingår i släktet Phoradendron och familjen sandelträdsväxter. Inga underarter finns listade i Catalogue of Life.